# Sven Michel
Sven Michel (ur. 30 marca 1988 w Brienz) – szwajcarski curler, mistrz Europy z 2013, mistrz świata par mieszanych 2011. Reprezentant kraju na Zimowych Igrzyskach Olimpijskich 2014. Gra w Curling Club Adelboden.
Michel curling uprawia od 1998. Sven był trzecim w zespole Christiana von Guntena, który wygrał krajowe mistrzostwa juniorów 2005 i 2006. Podczas MŚJ 2006 Szwajcarzy z 3 wygranymi uplasowali się na 8. miejscu. Rok później zespół awansował do fazy play-off, w półfinale przegrał 3:11 przeciwko Szwedom (Niklas Edin). Ostatecznie Szwajcarzy zdobyli brązowe medale wygrywając mecz o 3. miejsce z Danią (Rasmus Stjerne) 7:6.
Podczas Mistrzostw Europy Mikstów 2010 Michel był drugim w drużynie Claudio Pätza. Reprezentacja Szwajcarii w półfinale zwyciężyła nad Anglikami (Alan MacDougall), zajęła ostatecznie 2. miejsce przegrywając w finale zawodów 2:6 przeciwko Szkotom (David Edwards).
Zadebiutował na mistrzostwach świata mężczyzn w 2011, pełnił funkcję rezerwowego w zespole Christofa Schwallera. Michel wystąpił w jednym spotkaniu, a Szwajcarzy występ w całym turnieju zakończyli na 7. miejscu. Tydzień później uczestniczył w mistrzostwach świata par mieszanych, wraz z Aliną Pätz wywalczyli złote medale. W ostatnim meczu turnieju szwajcarski duet pokonał 11:2 Rosjan (Aleksiej Cełousow, Alina Kowalowa).
W ME 2011 zadebiutował w roli kapitana, zespół pod jego dowództwem zajął 6. miejsce. Na tej samej pozycji Szwajcarzy zostali sklasyfikowani rok później.  
Podczas Mistrzostw Europy 2013 ekipa z Adelboden awansowała do fazy finałowej. W górnym meczu Page play-off Szwajcarzy ulegli 4:7 Norwegom (Thomas Ulsrud), po wygranym 8:7 półfinale przeciwko Danii (Rasmus Stjerne) ponownie zmierzyli się z drużyną norweską. W finale wynikiem 8:6 triumfował zespół Svena Michela.
Drużyna Michela była reprezentacją kraju na Zimowych Igrzyskach Olimpijskich 2014. Mistrzowie Europy 2013 w turnieju olimpijskim zagrali słabiej, z bilansem 3 wygranych i 6 przegranych meczów uplasowali się na 8. miejscu. W sezonie 2014/2015 w zespole nastąpiły zmiany personalne, do składu dołączyli Florian Meister i Stefan Meienberg. Szwajcarzy awansowali do fazy play-off Mistrzostw Europy 2014, w pierwszym meczu ulegli Norwegom (Thomas Ulsrud). W ostatnim meczu pokonali 8:6 Włochów (Joël Retornaz), co pozwoliło im zdobyć brązowe medale.

## Wielki Szlem
| Turniej                | 2012/2013 | 2013/2014 | 2014/2015 |
| ---------------------- | --------- | --------- | --------- |
| Canadian Open          | A         | A         |           |
| Masters                | x         | x         | QF        |
| The National           | x         | SF        | A         |
| Elite 10               | –         | –         |           |
| Players’ Championships | A         | x         |           |

| A  | = nie uczestniczył                         |
| x  | = nie zakwalifikował się do fazy finałowej |
| QF | = ćwierćfinał                              |
| SF | = półfinał                                 |
| F  | = finał                                    |
| W  | = zwycięstwo                               |

## Drużyna
|           | Czwarty              | Trzeci          | Drugi           | Otwierający      |
| --------- | -------------------- | --------------- | --------------- | ---------------- |
| 2014/2015 | Sven Michel          | Florian Meister | Simon Gempeler  | Stefan Meienberg |
| 2011/2014 | Sven Michel          | Claudio Pätz    | Sandro Trolliet | Simon Gempeler   |
| 2006/2007 | Christian von Gunten | Sven Michel     | Sandro Trolliet | Michel Gribi     |
| 2005/2006 | Christian von Gunten | Sven Michel     | Sandro Trolliet | Patric Schletti  |

| Miksty    | Czwarty/-a   | Trzeci/-a     | Drugi/-a    | Otwierający/-a |
| --------- | ------------ | ------------- | ----------- | -------------- |
| 2010/2011 | Claudio Pätz | Gioia Oechsle | Sven Michel | Alina Pätz     |

## Życie prywatne
Z wykształcenia jest murarzem. Związany jest z curlerką Aliną Pätz.